# F.E.A.R. (Stand-Atlantic-Album)
F.E.A.R. ist das dritte Studioalbum der australischen Pop-Punk-Band Stand Atlantic. Es erschien am 6. Mai 2022 über Hopeless Records.

## Entstehung
Das Album entstand in einer für die Sängerin Bonnie Fraser schwierige Zeit. Wegen der COVID-19-Pandemie hatte sie das Gefühl, dass ihr „der Sinn des Lebens genommen wurde“. Sie war wütend auf jeden um sie herum und kanalisierte ihre Frustration und Wut in die neuen Lieder. Fraser beschrieb F.E.A.R. als das schwierigste Album der Bandgeschichte. Gleichzeitig wäre es auch das härteste und aggressivste Werk der Band. Für das Album schrieb die Band 40 bis 50 Demos und hatte zunächst Probleme, die passenden Titel für das Album zu finden.
Produziert wurde das Album von Stevie Knight, der bereits die zwei Vorgängeralben produziert hat. Aufgrund von mit der Pandemie zusammenhängenden Restriktionen konnte nicht in einem Studio, sondern in Stevie Knights Haus aufgenommen werden. Dabei konnte immer nur ein Bandmitglied gleichzeitig anwesend sein. Laut Bonnie Fraser hätte sie ihre Bandkollegen während der Aufnahmen nicht gesehen. Als Gastmusiker sind Royal & The Serpent, nothing, nowhere. und My Literal Mum zu hören. Bei letzterer handelt es sich um die Mutter von Bonnie Fraser.
Für die Lieder Deathwish, Molotov (OK), Pity Party, Hair Out und Switchblade wurden Musikvideos veröffentlicht.

## Hintergrund
Der Albumtitel ist ein Akronym und steht für „Fuck everything and run“. Bonnie Fraser beschrieb das Album als ein Tagebuch ihrer Gefühle in den letzten zwei Jahre sowie als Anti-Konzeptalbum.
Doomsday handelt von einem Tag, an dem Bonnie Fraser 15 Stunden lang im Bett verbrachte und Chips aß. Es gibt ein Foto von diesem Tag, welches sie nicht im Internet hochladen würde, weil niemand ein solches Foto sehen wolle. Kein Mensch möchte gerne mit seiner eigenen Realität konfrontiert werden. Pity Party ist ein Lied über anstrengende Zeitgenossen, die versuchen, das andere Menschen Mitleid mit ihnen haben. Solche Leute müsse man laut Fraser aus dem eigenen Leben raushalten, weil sie einen mit runterziehen. Hair Out und Deathwish befassen sich mit der gegenwärtigen Internet-Welt. Laut Bonnie Fraser wäre es der schlimmste Teil, dass die „meisten Leute einen mit ihrer Meinung über dich und was du tust zwangsernähren“. Sie hatte insbesondere während der COVID-19-Pandemie „die Schnauze voll“ davon und entschloss, was für sich selbst zu machen.
Deathwish geht es darum, dass sich Fraser als „Dienerin der Meinungen anderer Leute“ gefühlt habe. Ihr „altes Ich hätte einen Todeswunsch gehabt“. Switchblade handelt davon, wie sich Bonnie Fraser gefangen fühlte und nicht wusste, wie sie mit ihren Gefühlen umgehen sollte. Nach einer Therapie schrieb sie das Lied und hätte ihre Emotionen „in ein Lied gekotzt“. Bloodclot und Xo behandeln die Zeiten, in denen Bonnie Fraser wegen der pandemiebedingten Restriktion nicht mit ihrem Partner treffen konnten, mit dem sie in einer Fernbeziehung lebt. Molotov (OK) befasst sich mit Intoleranz, die sie während ihrer Schulzeit auf einer christlichen Schule erlebte. Ein Pastor sagte eines Tages, dass „alle Homosexuellen in der Hölle brennen werden“.

## Rezeption

### Rezensionen
Tamara May vom australischen Magazin Wall of Sound zeigt F.E.A.R. die „größten und innovativsten Leistungen der Band, die die Zukunft von Alternative Rock, Punk und Pop-Punk dramatisch verändern werden“. Die Band wäre „ihren Kollegen meilenweit voraus“, wofür May zehn von zehn Punkten vergab. Aliya Chaudhry vom britischen Magazin Kerrang! schrieb, dass das Album „schockiert und begeistert“. Es ist „abwechselungsreich, energetisch und geradezu verrückt“. Chaudhry vergab vier von fünf Punkten, weil „man so im Jahre 2022 Pop-Punk macht“.

### Chartplatzierungen
| ChartsChartplatzierungen | Höchstplatzierung | Wochen |
| ------------------------ | ----------------- | ------ |
| Australien (ARIA)        | 10 (1 Wo.)        | 1      |

### Bestenlisten
| Publikation | Liste                         | Werk     | Platz    |
| ----------- | ----------------------------- | -------- | -------- |
| Kerrang     | The 50 best albums of 2022    | F.E.A.R. | 43       |
| Rock Sound  | The Rock Sound Albums of 2022 | F.E.A.R. | J [ 13 ] |